# Relevos Mundiales 2025
La VII edición de Relevos Mundiales se celebró en Cantón (China) entre el 10 y el 11 de mayo de 2025 bajo la organización de World Athletics y la Federación China de Atletismo.

Las competiciones se realizaron en el Estadio Olímpico de Guangdong.

## Medallistas

### Masculino
| Evento            | Oro                                                                           | Plata                                                                                     | Bronce                                                                         |
| ----------------- | ----------------------------------------------------------------------------- | ----------------------------------------------------------------------------------------- | ------------------------------------------------------------------------------ |
| 4 × 100 m (11.05) | Sudáfrica Bayanda Walaza Sinesipho Dambile Bradley Nkoana Akani Simbine 37,61 | Estados Unidos Courtney Lindsey Kenneth Bednarek Kyree King Brandon Hicklin 37,66         | Canadá · Aaron Brown · Jerome Blake · Brendon Rodney · Andre De Grasse · 38,11 |
| 4 × 400 m (11.05) | Sudáfrica Gardeo Isaacs Udeme Okon Leendert Koekemoer Zakithi Nene 2:57,50    | Bélgica · Jonathan Sacoor · Robin Vanderbemden · Daniel Segers · Alexander Doom · 2:58,19 | Botsuana Lee Eppie Justice Oratile Kabo Rankgwe Leungo Scotch 2:58,27          |

### Femenino
| Evento            | Oro                                                                              | Plata                                                                                 | Bronce                                                                                |
| ----------------- | -------------------------------------------------------------------------------- | ------------------------------------------------------------------------------------- | ------------------------------------------------------------------------------------- |
| 4 × 100 m (11.05) | Reino Unido Nia Wedderburn-Goodison Amy Hunt Bianca Williams Success Eduan 42,21 | España · Esperança Cladera · Jaël Bestué · Paula Sevilla · María Isabel Pérez · 42,28 | Jamaica Natasha Morrison Shelly-Ann Fraser-Pryce Tina Clayton Shericka Jackson 42,33  |
| 4 × 400 m (11.05) | España · Paula Sevilla · Eva Santidrián · Daniela Fra · Blanca Hervás · 3:24,13  | Estados Unidos Paris Peoples Karimah Davis Maya Singletary Bailey Lear 3:24,72        | Sudáfrica Shirley Nekhubui Miranda Coetzee Precious Molepo Zenéy van der Walt 3:24,84 |

### Mixto
| Evento            | Oro                                                                                         | Plata                                                                    | Bronce                                                                    |
| ----------------- | ------------------------------------------------------------------------------------------- | ------------------------------------------------------------------------ | ------------------------------------------------------------------------- |
| 4 × 100 m (11.05) | Canadá · Sade McCreath · Marie-Éloïse Leclair · Duan Asemota · Eliezer Adjibi · 40,30       | Jamaica Serena Cole Krystal Sloley Javari Thomas Bryan Levell 40,44      | Reino Unido Asha Philip Kissiwaa Mensah Jeriel Quainoo Joe Ferguson 40,88 |
| 4 × 400 m (11.05) | Estados Unidos Chris Robinson Courtney Okolo Johnnie Blockburger Lynna Irby-Jackson 3:09,54 | Australia Luke Van Ratingen Ellie Beer Terrell Thorne Carla Bull 3:12,20 | Kenia David Kapirante Mercy Chebet Brian Tinega Mercy Oketch 3:13,10      |

## Clasificación para Tokio 2025
Además de los premios repartidos por los resultados en cada prueba, esta competición sirvió como prueba clasificatoria para el Campeonato Mundial de Tokio 2025. En cada prueba se clasificaban los ocho equipos finalistas, más los primeros clasificados en las series de repesca que disputaban los equipos que no habían conseguido pasar a la final, para un total de catorce equipos clasificados.
Los equipos clasificados en cada prueba fueron los siguientes:
| Prueba    | Masculino                                                                               | Masculino                                                            | Femenino                                                                                     | Femenino                                                      | Mixto                                                                                      | Mixto                                                 |
| --------- | --------------------------------------------------------------------------------------- | -------------------------------------------------------------------- | -------------------------------------------------------------------------------------------- | ------------------------------------------------------------- | ------------------------------------------------------------------------------------------ | ----------------------------------------------------- |
| 4 × 100 m | Sudáfrica · Estados Unidos · Canadá · Japón · Italia · Alemania · Polonia · Reino Unido | China · Australia · Francia · Ghana · Bélgica · Kenia                | Reino Unido · España · Jamaica · Estados Unidos · Canadá · Bélgica · Países Bajos · Alemania | China · Francia · Italia · Suiza · Polonia · Chile            | N/A                                                                                        | N/A                                                   |
| 4 × 400 m | Sudáfrica · Bélgica · Botsuana · Francia · Kenia · Reino Unido · Portugal · China       | Estados Unidos · Australia · Catar · Brasil · Países Bajos · Jamaica | España · Estados Unidos · Sudáfrica · Noruega · Italia · Francia · Canadá · Alemania         | Reino Unido · Bélgica · Polonia · Irlanda · Australia · Suiza | Estados Unidos · Australia · Kenia · Reino Unido · Sudáfrica · Bélgica · Polonia · Irlanda | Italia · España · Francia · Canadá · Alemania · China |

1. ↑  Esta prueba no se disputará en Tokio 2025.

## Medallero
| Núm. | País           | Oro | Plata | Bronce | Total |
| ---- | -------------- | --- | ----- | ------ | ----- |
| 1    | Sudáfrica      | 2   | 0     | 1      | 3     |
| 2    | Estados Unidos | 1   | 2     | 0      | 3     |
| 3    | España         | 1   | 1     | 0      | 2     |
| 4    | Canadá         | 1   | 0     | 1      | 2     |
| 4    | Reino Unido    | 1   | 0     | 1      | 2     |
| 6    | Jamaica        | 0   | 1     | 1      | 2     |
| 7    | Australia      | 0   | 1     | 0      | 1     |
| 7    | Bélgica        | 0   | 1     | 0      | 1     |
| 9    | Botsuana       | 0   | 0     | 1      | 1     |
| 9    | Kenia          | 0   | 0     | 1      | 1     |
|      | TOTAL          | 6   | 6     | 6      | 18    |